# Sandia Crest
Sandia Crest je s nadmořskou výškou 3 255 metrů nejvyšší bod pohoří Sandia Mountains. Nachází se v Bernalillo County, v centrální části Nového Mexika, ve Spojených státech amerických. Nejedná se o horský vrchol, ale o nejvyšší část horského hřebene.
Sandia Crest tvoří jednu z hlavních přírodních dominant největšího města Nového Mexika Albuquerque a širokého okolí. Vystupuje přímo nad severovýchodní částí města.
S prominencí 1 249 metrů také náleží k nejprominentnějším horám Nového Mexika.
Na horském hřebeni se nachází řada televizních a radiových vysílačů. S městem je horský masiv spojen lanovkou.
Oblast je součástí národního lesa Cibola National Forest.